# Katholieke Kerk in Soedan

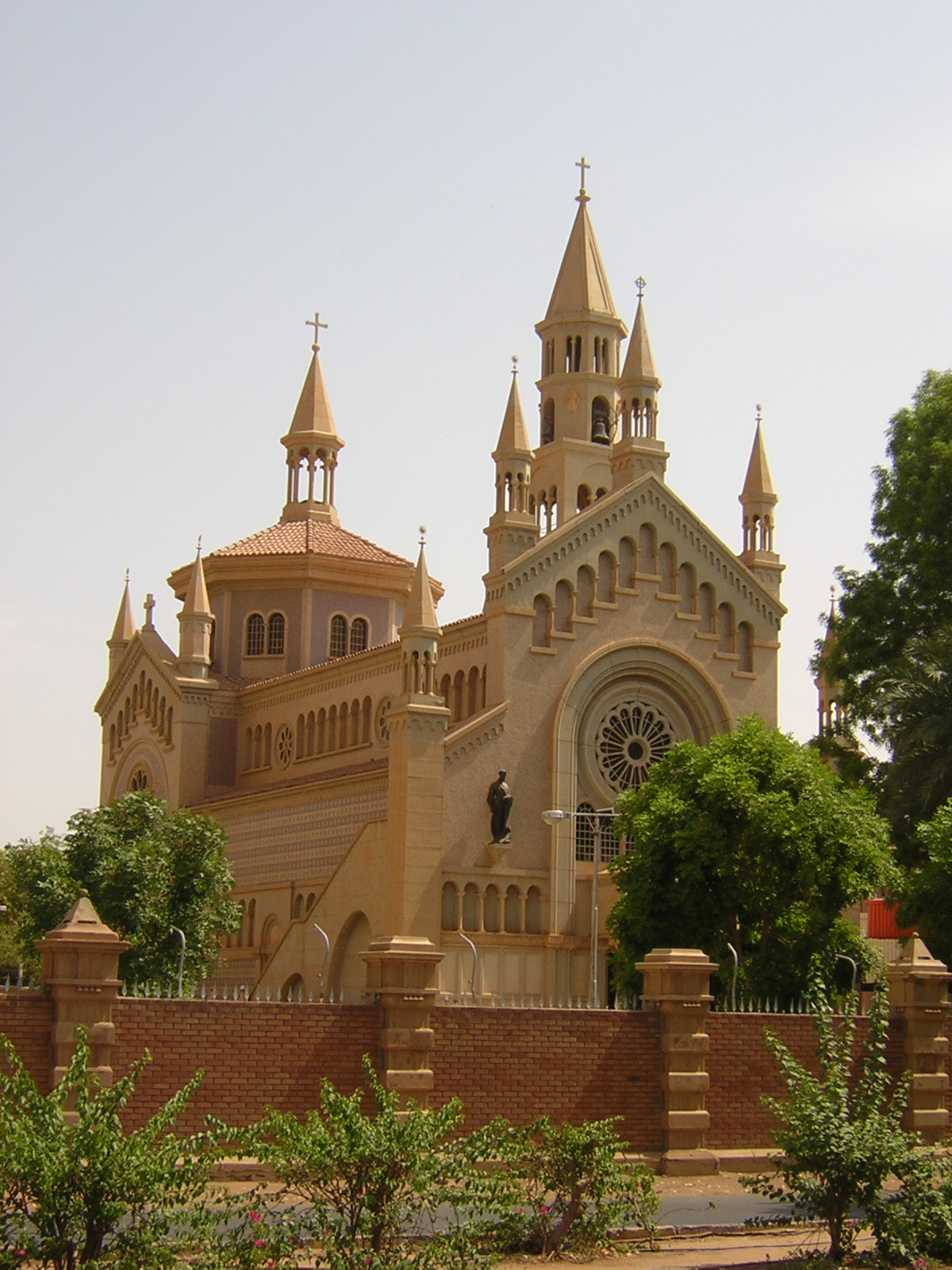
Kathedraal van Khartoum

De Katholieke Kerk in Soedan is een onderdeel van de wereldwijde Rooms-Katholieke Kerk, onder het geestelijk leiderschap van de paus en de curie in Rome.
In 2005, voor de onafhankelijkheid van Zuid-Soedan, waren ongeveer 4.181.000 (13%) inwoners van Soedan lid van de Katholieke Kerk. Sinds de onafhankelijk van Zuid-Soedan in 2011 bestaat het land uit een enkele kerkprovincie, Khartoum, met twee bisdommen, waaronder een aartsbisdom. De bisschoppen zijn lid van de bisschoppenconferentie van Soedan. President van de bisschoppenconferentie is Paulino Lukudu Loro, aartsbisschop van Juba (Zuid-Soedan). Verder is men lid van de Association of Member Episcopal Conferences in Eastern Africa en de Symposium des Conférences Episcoaples d’Afrique et de Madagascar.
Er is één Soedanese kardinaal, Gabriel Zubeir Wako, aartsbisschop van Khartoum.
Het apostolisch nuntiusschap voor Soedan is sinds 23 januari 2024 vacant.

## Bisdommen

Overzicht van de katholieke bisdommen in Soedan en Zuid-Soedan.

- Aartsbisdom Khartoum (2)
  - Bisdom El Obeid (1)

## Nuntius
- Apostolisch nuntius
  - Aartsbisschop Ubaldo Calabresi (29 april 1972 – 5 januari 1978) (pro-nuntius)
  - Aartsbisschop Giovanni Moretti (13 maart 1978 – 10 juli 1984) (pro-nuntius)
  - Aartsbisschop Luis Robles Díaz (16 februari 1985 – 13 maart 1990)
  - Aartsbisschop Erwin Josef Ender (15 maart 1990 – 9 juli 1997) (pro-nuntius)
  - Aartsbisschop Marco Dino Brogi (13 december 1997 – 5 februari 2002)
  - Aartsbisschop Dominique Mamberti (18 mei 2002 – 15 september 2006)
  - Aartsbisschop Leo Boccardi (16 januari 2007 - 11 juli 2013)
  - Aartsbisschop Bert van Megen (8 maart 2014 - 16 februari 2019)
  - Aartsbisschop Luís Miguel Muñoz Cárdaba (31 maart 2020 - 23 januari 2024)
  - vacant (23 januari 2024 - heden)